# Avlut
Avlut är den restlut (restvätska) som erhålles efter avslutat massakok eller efter bleksteg. Avluten innehåller restkemikalier från de som satsas till respektive processteg samt vedsubstanser som brutits ned och lösts ut ur veden eller massan. Avluten skiljs alltid från massa genom tvättning och/eller pressning.
I princip önskar man återvinna alla restkemikalier och utnyttja vedsubstanserna för ånggenerering genom förbränning. Emellertid kan vissa kemikalier (speciellt från kloridhaltiga avlutar) inte enkelt återvinnas och inte indunstas på grund av deras korrosivitet och processtörande inverkan.
Restlutarna benämns avlut helt generellt även om de inte är alkaliska och inte innehåller natriumhydroxid. Sålunda kan sulfitavlutar ofta vara sura liksom avlutar från bleksteg.